# Římskokatolická farnost – děkanství Ústí nad Orlicí
Římskokatolická farnost – děkanství Ústí nad Orlicí je územním společenstvím římských katolíků v orlickoústeckém vikariátu královéhradecké diecéze.

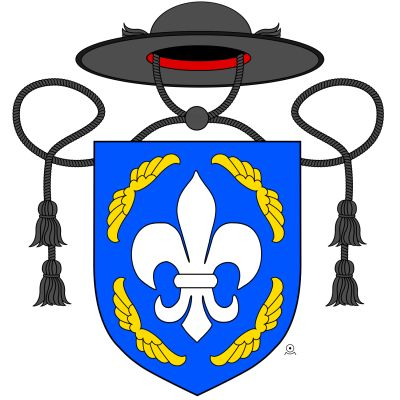
znak děkanství Ústí nad Orlicí

## O farnosti

### Historie
Ústí nad Orlicí je prvně písemně doloženo v polovině 13. století. V letech 1770-1776 byl postaven nynější farní kostel, zasvěcený Nanebevzetí Panny Marie. K 1. lednu 2009 orlickoústecká farnost afilovala původně samostatnou, avšak dlouhodobě neobsazenou farnost Knapovec.

#### Přehled duchovních správců
- 1673-1679 R.D. Bartoloměj Bulowský
- 1720 R.D. Jiří Vojtěch Friml
- 1732-1776 R.D. Jan Leopold Mosbender
- 1776-1786 R.D. Jan Barthl
- 1787-1793 R.D. Augustin Králík
- 1783-1822 R.D. Jan Kaucký
- 1822-1833 R.D. Vincenc Bibus
- 1837-1850 R.D. Jan Jansa
- 1851-1888 R.D. J. Cibulka
- 1915-1927 R.D. František Černý
- 1927-1933 R.D. Ladislav Kaube
- 1933-1961 R.D. Václav Boštík
- 1961-1978 R.D. František Tesař
- 1978-1984 R.D. Josef Kajnek
- 1984-1995 R.D. Oldřich Šmeral
- 1995-1999 R.D. Miloslav Šiffel
- 1999-2005 R.D. Pavel Kalita
  - od r. 1996 R.D. Jindřich Plšek (farní vikář)
- 2005  - 2022 R.D. Vladislav Brokeš (2005-2008 administrátor, od r. 2008 farář-děkan)
- od r. 2022 R.D. Bc.Th. Jan Pitřinec
  - od r. 2007 R.D. Vít Horák (farní vikář)
  - 2009 (3.-15. dubna) Martin Poslušný (trvalý jáhen, † 15. dubna 2009)

### Současnost
Farnost má sídelního duchovního správce, který je zároveň administrátorem ex currendo ve farnostech České Heřmanice, České Libchavy, Dolní Libchavy, Horní Sloupnice a Sopotnice a zároveň je okrskovým vikářem orlickoústeckého vikariátu.
| Fotografie | Kostel                         | Místo           | Bohoslužba                                       | Bohoslužba                             | Poznámka        |
| ---------- | ------------------------------ | --------------- | ------------------------------------------------ | -------------------------------------- | --------------- |
|            | Kostel sv. Gotharda            | Černovír        | neděle 4x ročně                                  | 11.10                                  | filiální kostel |
|            | Kostel Panny Marie Bolestné    | Dolní Houžovec  | 1x ročně (poutní), jinak ne.                     | 1x ročně (poutní), jinak ne.           | filiální kostel |
|            | Kostel Navštívení Panny Marie  | Horní Houžovec  | neslouží se pravidelně                           | neslouží se pravidelně                 | filiální kostel |
|            | Kostel sv. Anny                | Hylváty         | 4. neděle v měsíci                               | 11.10                                  | filiální kostel |
|            | Kostel Povýšení sv. Kříže      | Kerhartice      | neděle                                           | 11.10                                  | filiální kostel |
|            | Kostel sv. Petra a Pavla       | Knapovec        | neděle 4x ročně                                  | 11.10                                  | filiální kostel |
|            | Kaple Zmrtvýchvstání Páně      | Knapovec        | neslouží se pravidelně                           | neslouží se pravidelně                 | hřbitovní kaple |
|            | Kostel Nanebevzetí Panny Marie | Ústí nad Orlicí | neděle pondělí úterý středa čtvrtek pátek sobota | 7.00; 8.30 18.00 7.00 11.30 7.00 18.00 | farní kostel    |
|            | Kostel Panny Marie Útěšné      | Ústí nad Orlicí | neslouží se pravidelně                           | neslouží se pravidelně                 | filiální kostel |
|            | Kaple sv. Jana Křtitele        | Ústí nad Orlicí | 1x ročně (poutní), jinak ne.                     | 1x ročně (poutní), jinak ne.           | filiální kostel |